# La Chaussée-Saint-Victor
La Chaussée-Saint-Victor är en kommun i departementet Loir-et-Cher i regionen Centre-Val de Loire i de centrala delarna av Frankrike. Kommunen ligger i kantonen Blois 1er Canton som tillhör arrondissementet Blois. År 2022 hade La Chaussée-Saint-Victor 4 488 invånare.

## Befolkningsutveckling
Antalet invånare i kommunen La Chaussée-Saint-Victor
| Referens: INSEE |